# NGC 5585
NGC 5585 je spirální galaxie v souhvězdí Velké medvědice. Objevil ji William Herschel 17. dubna 1789. Od Země je vzdálená přibližně 25,5 milionů světelných let
a je členem skupiny galaxií M 101.
Na obloze leží asi 3,5° severovýchodně od galaxie Větrník (M101) a jako drobná mlhavá skvrnka je vidět i středně velkým hvězdářským dalekohledem. Její nepravidelný tvar je pravděpodobně způsoben vzájemným působením s ostatními členy galaktické skupiny.